# Bartramidula bartramioides
Bartramidula bartramioides är en bladmossart som beskrevs av Roelof J.van der Wijk och Margadant 1958. Bartramidula bartramioides ingår i släktet Bartramidula och familjen Bartramiaceae. Inga underarter finns listade i Catalogue of Life.